# Lady Jane Grey
Jane Grey (n. 12 octombrie 1537 Leicestershire - d. 12 februarie 1554), cunoscută și cu numele de Regina celor nouă zile, a fost regină a Angliei doar pentru nouă zile (10 iulie 1553 - 19 iulie 1553)
Lady Jane a venit pe lume în data de 12 octombrie 1537, în comitatul Leicestershire și a făcut parte din casa regală a Tudorilor. Tatăl său a fost Henry Grey
iar mama sa , Lady Frances Brandon, fiica Mariei Tudor, sora cea mică a lui Henric al VIII-lea. 

De la vârsta de 9 ani a locuit în casa ultimei soții a lui Henric al VIII-lea, Catherine Parr, unde a fost educată conform tradiției dinastice. A rămas acolo până la moartea reginei, în anul 1548. Atunci, pentru prima oară, s-a nutrit planul de a o înscăuna pe Jane Grey ca succesoare a regelui Eduard al VI-lea. Jane era o persoană fermecătoare și educată. Sub privirea atentă a profesorului Aylmer a învățat greaca, latina, ebraica, italiana și franceza. De asemenea, ea citea operele filozofilor antici și se angrena cu pasiune în dispute.

A dus o viață liniștită până în anul 1551, când tatăl ei Henry Grey, a fost numit Duce de Suffolk. Jane a părăsit Bradgate Park și s-a mutat la curtea regală. Această schimbare dramatică din viața tinerei Lady Grey a fost premeditată de Ducele de Northumberland, John Dudley. 

Acesta spera ca prin căsătoria fiului său, Guildford, cu Jane Gray, să preia puterea în Anglia protestantă. 
 
Ducele de Northumberland nu avea nici o simpatie și nici respect pentru persoana tinerei fete - căuta în ea o marionetă pe care el ar fi putut s-o manipuleze. Ideea a fost primită cu entuziasm de către părinții ambițioși ai viitoarei mirese și astfel, la data de 21 mai 1553, Jane Grey s-a măritat cu Guildford Dudley, al patrulea fiu al Ducelui de Northumberland. Modul în care o trata noua sa familie a condus-o în scurt timp la depresie nervoasă. 

Din păcate, pentru Lady Jane Grey era prea târziu; John Dudley își atinsese obiectivul propus și acum era considerată o pradă ușoară. 

Jane Grey-Dudley era verișoara regelui Eduard al VI-lea (1547-1553). Acesta avea două surori, Elisabeta și Maria, care în mod normal ar trebui să-i succeadă la tron. Era necesar ca tronul să fie preluat de o persoană care să ridice stindardul protestantismului anglican. În timp ce majoritatea lorzilor se înverșunau asupra alegerii urmașului la tron, Northumberland își realiza treptat planul. Ca prieten apropiat și consilier al lui Eduard al VI-lea, încet, încet l-a convins pe tânărul rege că surorile sale nu sunt potrivite pentru preluarea puterii. În sufletul regelui Eduard s-a născut convingerea că tocmai verișoara sa, Jane Grey, ar fi cea mai bună soluție pentru preluarea tronului după moartea sa. Singurul obstacol în calea schimbării succesiunii la tron o reprezenta chiar ultima dorință a regelui Henric al VIII-lea, care considera că fiicele sale, deși nu erau perfecte, ar fi potrivite să poarte coroana Angliei. Dar în preajmă se afla lordul John Dudley din Northumberland și grupul său numeros de intriganți. Eduard, în ciuda voinței tatălui, și-a lipsit surorile de dreptul de succesiune la tron și a numit ca urmașă a sa pe Jane Grey, după care și-a luat rămas bun de la viață. 

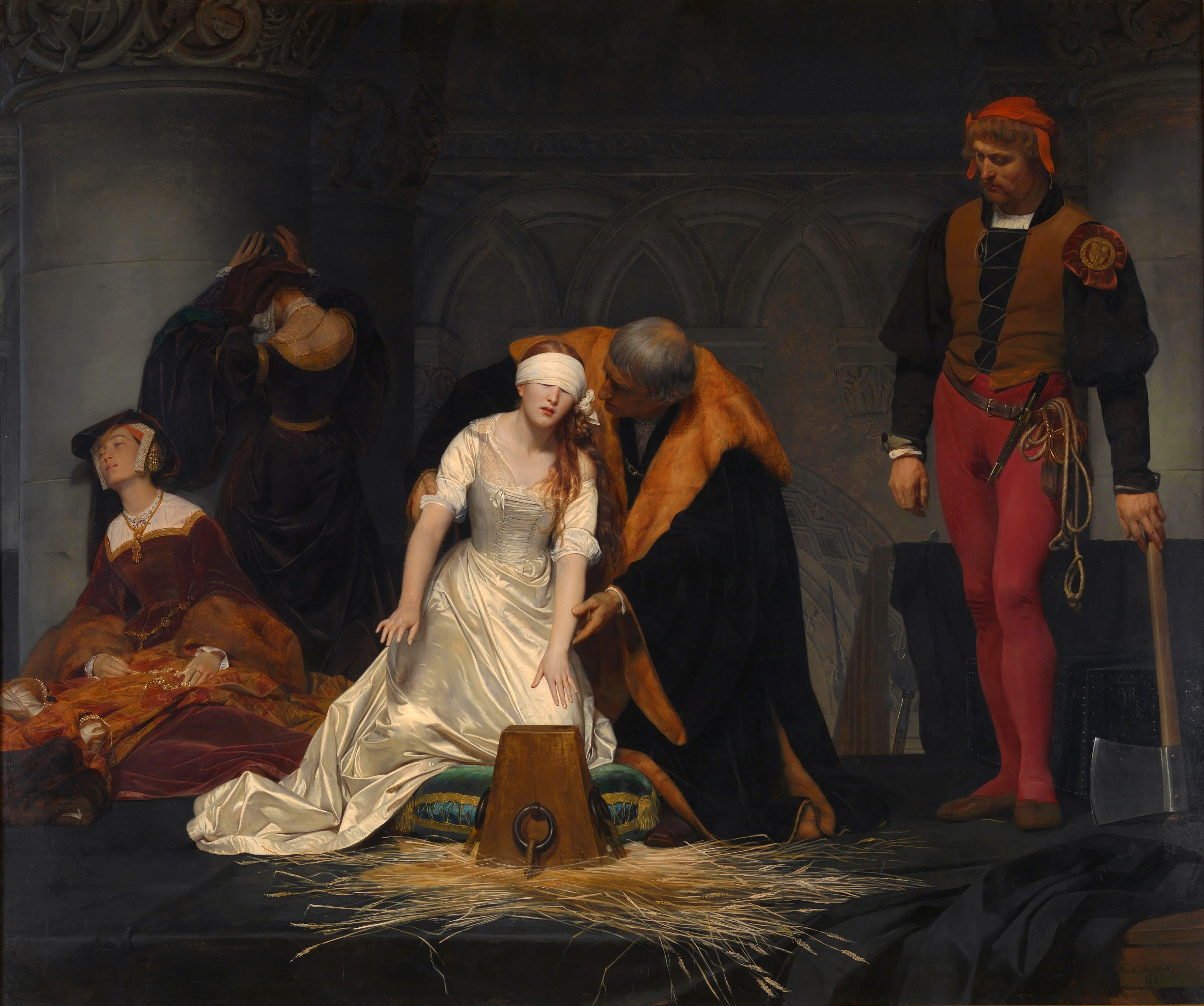
Execuția lui Lady Jane Grey de Paul Delaroche, 1833

Pe 9 iulie 1553, Consiliul Coroanei a informat-o pe Jane despre decizia defunctului rege, iar o zi mai târziu, a fost declarată regină a Angliei, sub denumirea de Jane I. Fiind o persoană extraordinar de inteligentă, ea ar fi trebuit să-și dea seama de deznădejdea situației sale. Maria Tudor, sora lui Eduard al VI-lea, a adunat oastea la Norfolk și Northumberland a fost acuzat de trădare de stat. Pe 19 iulie 1553, Maria a intrat în Londra, iar regina Jane I a fost acuzată de trădare și, împreună cu soțul ei, a fost întemnițată în Turnul Londrei.
Jane și-a recunoscut vina. Încă mai avea o șansă de a-și salva viața și, probabil, așa s-ar fi întâmplat, dacă tatăl său nu ar fi participat la rebeliunea lui Thomas Wyatt, care s-a răzvrătit împotriva noii regine a Angliei. În acel moment soarta ei a fost decisă definitiv: atât timp cât a avut loc o rebeliune, se realizase un precedent și Jane Grey reprezenta un pericol. Maria Tudor nu-și putea permite un asemenea risc. Se pregătea să se mărite și nu voia ca logodnicul ei spaniol să se teamă de siguranța coroanei. Șase luni mai târziu, pe data de 12 februarie 1554, Jane Grey a fost decapitată în Tower Green, iar soțul ei, Guildford Dudley, a fost executat în Tower Hill.